# 구로다 고
구로다 고(일본어: 黒田 剛, 1970년 5월 26일 ~ )는 일본의 축구 지도자로 현재 J1리그 마치다 젤비아의 사령탑을 맡고 있다.

## 지도자 경력
2023년 J2리그의 FC 마치다 젤비아의 감독으로 취임하였다. 2023년 J2리그 우승으로 J1리그로 승격하였다. 2024년 J1리그 3위.